# Moimacco
Moimacco (Muimans in friulano) è un comune italiano di 1 578 abitanti del Friuli-Venezia Giulia.

## Storia

### Simboli
Lo stemma e il gonfalone sono stati concessi con decreto del presidente della Repubblica del 17 dicembre 1953.
Il gonfalone è un drappo partito di verde e di bianco.

## Monumenti e luoghi d'interesse

### Architetture religiose
- Chiesa parrocchiale di Santa Maria Assunta
- Chiesa di San Donato in Valle
- Chiesa di San Giovanni Battista in Malina
- Chiesa di San Giusto Martire a Bottenicco

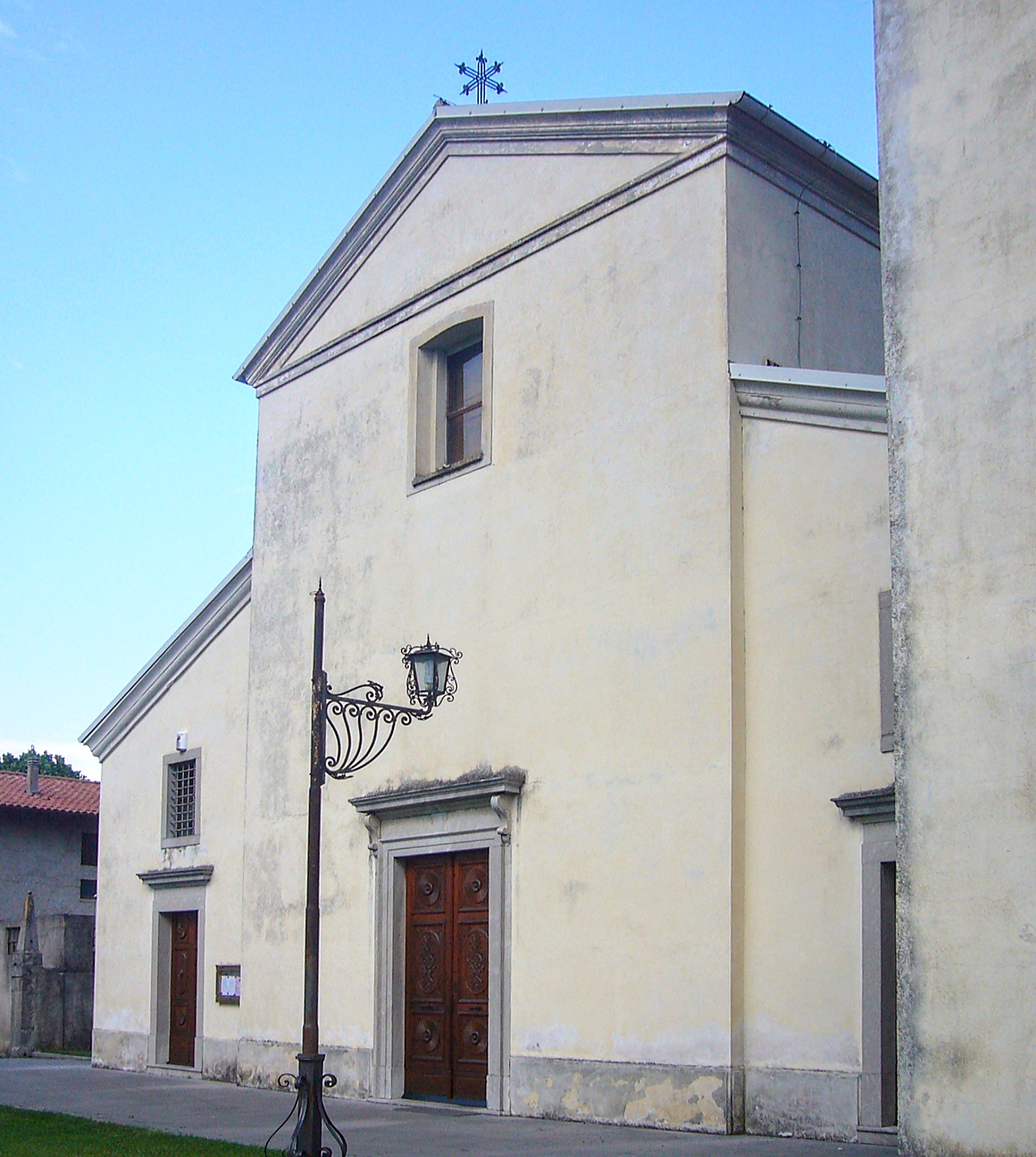
La chiesa parrocchiale

### Architetture civili
- Villa de Claricini-Dornpacher, a Bottenicco, edificata alla fine del XVII secolo sul modella delle ville venete, sede della Fondazione De Claricini-Dornpacher.
- Villa dei Puppi, piccolo edificio residenziale del XVIII secolo.
- Pinacoteca Guido Tavagnacco, contiene numerose opere pittoriche donate al Comune da un artista locale.

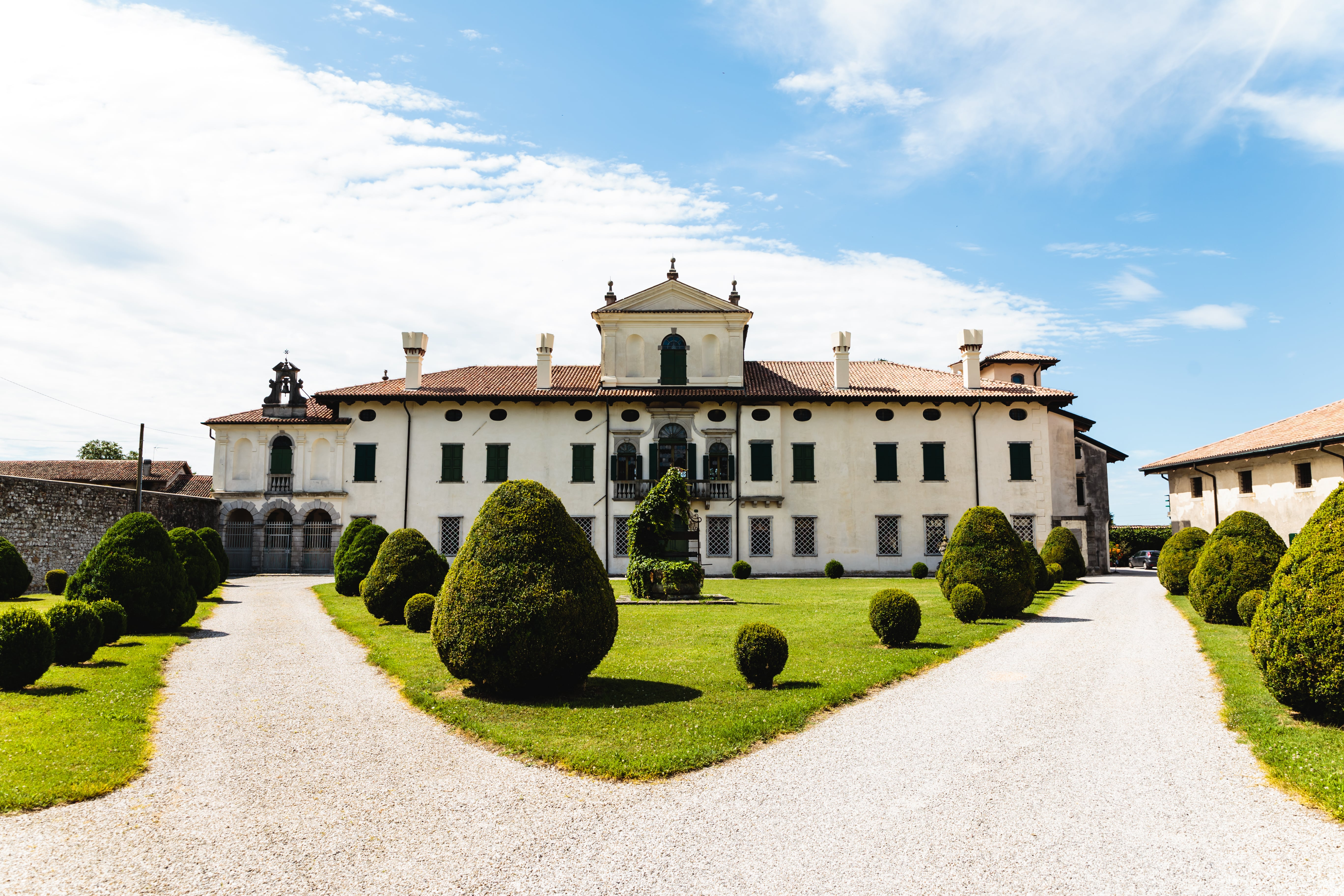
Villa De Claricini-Dornpacher, Lato nord

## Società

### Evoluzione demografica
Abitanti censiti

### Lingue e dialetti
A Moimacco, accanto alla lingua italiana, la popolazione utilizza la lingua friulana. Ai sensi della deliberazione n. 2680 del 3 agosto 2001 della Giunta della Regione autonoma Friuli-Venezia Giulia, il Comune è inserito nell'ambito territoriale di tutela della lingua friulana ai fini della applicazione della legge 482/99, della legge regionale 15/96 e della legge regionale 29/2007.
La lingua friulana che si parla a Moimacco rientra fra le varianti appartenenti al friulano centro-orientale.

## Infrastrutture e trasporti
Il comune è servito dall'omonima stazione a fermata facoltativa della ferrovia Udine-Cividale.
È presente una scuola elementare e una scuola materna.

## Amministrazione
| Periodo         | Periodo         | Primo cittadino   | Partito                         | Carica      | Note |
| --------------- | --------------- | ----------------- | ------------------------------- | ----------- | ---- |
| 25 giugno 1985  | 4 giugno 1990   | Roberto Di Minin  | Lista civica                    | Sindaco     |      |
| 16 giugno 1990  | 10 gennaio 1992 | Roberto Di Minin  | Democrazia Cristiana            | Sindaco     |      |
| 31 gennaio 1992 | 24 aprile 1995  | Renzo Basaldella  | Democrazia Cristiana            | Sindaco     |      |
| 24 aprile 1995  | 7 novembre 1996 | Renzo Basaldella  | Centro-sinistra (Liste civiche) | Sindaco     |      |
| 27 aprile 1995  | 28 aprile 1997  | Luigi Michelutto  | Centro-sinistra (Liste civiche) | Vicesindaco |      |
| 28 aprile 1997  | 11 giugno 2001  | Saule Caporale    | Centro-destra (Liste civiche)   | Sindaco     |      |
| 11 giugno 2001  | 11 aprile 2006  | Saule Caporale    | Centro-destra (Liste civiche)   | Sindaco     |      |
| 11 aprile 2006  | 16 maggio 2011  | Manolo Sicco      | Lista civica                    | Sindaco     |      |
| 16 maggio 2011  | 6 giugno 2016   | Manolo Sicco      | Lista civica                    | Sindaco     |      |
| 6 giugno 2016   | 4 ottobre       | Enrico Basaldella | Lista civica Vivere Moimacco    | Sindaco     |      |
| 4 ottobre 2021  | in carica       | Enrico Basaldella | Lista civica Vivere Moimacco    | Sindaco     |      |